# Human Target : La Cible
Pour l’article homonyme, voir Human Target (série télévisée, 1992).
Human Target : La Cible ou La Cible au Québec (Human Target) est une série télévisée américano-canadienne en 25 épisodes de 42 minutes créée par Jonathan E. Steinberg, inspirée du comics créé par Len Wein et Carmine Infantino pour DC Comics, The Human Target. La série a été diffusée entre le 15 janvier 2010 et le 9 février 2011 sur CTV puis /A\ et entre le 17 janvier 2010 et le 9 février 2011 sur le réseau Fox.
Au Québec, la série est diffusée depuis le 23 août 2010 sur AddikTV et par la suite sur le réseau TVA, en Belgique depuis le 2 octobre 2010 sur La Deux et en France depuis le 10 octobre 2010 sur TF1 et à partir du 19 janvier 2014 sur TF6. En Suisse la série a été diffusée sur RTS1, et est rediffusée de temps à autre sur RTS2.

## Synopsis
Christopher Chance est garde du corps à son compte et lorsqu'une personne est menacée de mort, qu'il n'y a plus ou peu de possibilités de s'en sortir, il est engagé pour la protéger. Lors de chaque mission, son ami et partenaire, le détective Winston, l'accompagne ainsi que Guerrero, un tueur à gages.

## Distribution

### Acteurs principaux
- Mark Valley (VF : Boris Rehlinger) : Christopher Chance
- Chi McBride (VF : Gilles Morvan) : Détective Winston, ex-inspecteur
- Jackie Earle Haley (VF : Julien Kramer) : Guerrero, tueur à gage
- Indira Varma (VF : Danièle Douet) : Ilsa Pucci (saison 2)

### Acteurs récurrents
- Janet Montgomery (VF : Olivia Luccioni) : Ames (saison 2)
- Lennie James (VF : Emmanuel Jacomy) : Baptiste

## Version française
- Société de doublage : Dubbing Brothers
- Adaptation des dialogues : Ludovic Manchette, Christian Niemiec et Jonathan Amram
- Direction artistique : José Luccioni

 Source et légende : version française (VF) sur RS Doublage et Doublage Séries Database.

## Production
Le 10 mai 2011, la Fox a annoncé l'annulation de la série.

## Épisodes

### Première saison (2010)
Attention, certains épisodes ont bénéficié de titres francophones différents. Ils sont indiqués en second le cas échéant.
1. À grande vitesse (Pilot)
2. La Tête à l’envers / Flashbacks (Rewind)
3. L’Invitée de l’ambassadeur (Embassy Row)
4. Le Sanctuaire (Sanctuary)
5. Traque sans merci / Corruption (Run)
6. Prison de verre (Lockdown)
7. Sauvetage acrobatique / La Fièvre de l'or (Salvage & Reclamation)
8. Baptiste / L’Adversaire (Baptiste)
9. Dans les cordes (Corner Man)
10. En terrain ennemi / Tanarak (Tanarak)
11. La Princesse et le Garde du corps / Victoria (Victoria)
12. Origines (Christopher Chance)

### Deuxième saison (2010-2011)
La deuxième saison composée de treize épisodes est diffusée depuis le 17 novembre 2010.
1. Retour sur investissement (Ilsa Pucci)
2. Rédemption (The Wife's Tale)
3. Dernier recours (Taking Ames)
4. De vieux ennemis (The Return of Baptiste)
5. Trou noir (Dead Head)
6. Joies de la famille (The Other Side of the Mall)
7. Une fille à problèmes (1/2) (A Problem Like Maria)
8. Une fille à problèmes (2/2) (Communication Breakdown)
9. Les Otages de l'Opéra (Imbroglio)
10. Prisonnier volontaire (Cool Hand Guerrero)
11. Qui veut la peau de Bob Anderson ? (Kill Bob)
12. Chance au rendez-vous (The Trouble With Harry)
13. Faux départ (Marshall Pucci)

## Personnages

### Personnages principaux
Christopher ChanceC'est un ex-assassin anciennement employé par « le Vieux », il est devenu spécialiste de la sécurité, entrepreneur privé, et emploie ses compétences pour le compte d'autrui afin d'aider ceux dans le besoin. Il a pris le nom de l'ancien Christopher Chance (Lee Majors), ayant abandonné son vrai nom quand il était enfant. Il a un passé sombre et mystérieux, à commencer par son recrutement par le « Vieil Homme » et sa formation pour devenir un des plus grands assassins de la planète. « Le Vieux » le nomme « Junior » et il l'a choisi pour lui succéder comme chef de l'organisation. Mais au cours d'une mission, il est tombé amoureux de la femme qu'il était censé éliminer, Katherine Walters, et a tenté de la protéger, mais elle a été tuée par un autre élève du Vieux nommé Baptiste. Il décide alors de porter le nom d'une de ses cibles qui avait la capacité de lui filer entre les doigts, un certain Christopher Chance.
Inspecteur WinstonC'est un ancien officier de police de San Francisco qui est devenu par la suite partenaire de Chance. Winston a quitté la police après la mission Katherine Walters « pour faire ce qui est juste à sa manière ». À la fin de la première saison, il est sous la surveillance de l'un des clients du « Vieux » pour cacher un livre mystérieux.
GuerreroC'est un tueur à gage anciennement employé par « le Vieux », qui s'est également rangé du côté de Chance après avoir reçu l'ordre de tuer Katherine Walters, lorsque Chance a refusé de le faire. Guerrero travaille avec l'équipe, et en dépit de sa nature complexe, il se soucie profondément de Winston et de Chance. Il semble faible et ringard, mais est très intelligent, vicieux, et surtout fidèle à ses amis. C'est aussi un père de famille. Il aide Chance et Winston dans leurs missions en utilisant ses contacts.
Ilsa PucciC'est une veuve milliardaire qui devient une bienfaitrice de Chance pour leur agence de protection.

### Personnages récurrents
Agent spécial du FBI Emma BarnesAprès que sa carrière a été ternie par les activités de Chance dans l'épisode 3 de la saison 1, Chance est en mesure d'obtenir son aide pour contrecarrer la mission d'assassinat de Baptiste. Elle accepte et arrive à arrêter Baptiste. La réputation de Barnes est alors restaurée. Barnes et Chance ont des sentiments amoureux compliqués l'un pour l'autre.
LaylaUne technicienne en informatique qui a d'abord travaillé pour une entreprise corrompue traitant de la défense, Sentronics, dans l'épisode 6 de la saison 1. Après avoir été ruinée, Layla a rejoint l'équipe.
BaptisteC'est un assassin employé par le « Vieux ». Il est l'ex-partenaire, élève et ami de Chance. Baptiste est l'un des plus grands assassins de la planète, amoral, impitoyable, incroyablement efficace, et doit tout son talent à la formation de Chance. Baptiste est responsable d'innombrables meurtres, y compris de certains chefs d'État. Lors d'une mission, Baptiste a un plan machiavélique pour détruire l'opération Olive Branch, une organisation pour la paix des Nations unies. Cependant, il a été déjoué par Chance et l'agent Barnes, ainsi Baptiste a été placé en détention par le FBI, avant d'être envoyé en Russie.
Katherine WaltersC'est la jeune femme que Chance devait tuer, mais elle tomba amoureuse de lui. C'est ainsi qu'il refusa d'accomplir sa mission d'assassinat. C'est lors de ses tentatives pour protéger Katherine qu'il fait équipe avec Winston et Guerrero, et pris la place du précédent « Christopher Chance ». Malgré tous ses efforts, Katherine a finalement été tuée par Baptiste, qui a fait sauter le bateau où elle était cachée. Chance ne s'est jamais pardonné ce qui s'est passé.
Joubert / « Le Vieux »C'est le chef d'une organisation de mercenaires et d'assassins professionnels, ses deux subordonnés préférés étaient Chance et Baptiste. Cependant, il avait une préférence pour Chance, pour qui il a été comme un père de substitution, et qu'il a formé pour être son successeur. Néanmoins, lorsque Chance s'est enfui, a disparu et a pris le nom de « Christopher Chance » (le nom que le « Vieux » lui avait donné), « cela lui a brisé le cœur ». Plus tard, il cherche à recruter Chance de nouveau dans son organisation. Sa réputation de brutalité est si grande que Chance reconnaît que le « Vieux » est la seule personne qu'il craigne.
AmesC'est une voleuse-caméléon, capable de se fondre dans n'importe quelle situation. Winston, connaissant Ames grâce à ses liens avec des anciennes affaires de police, fait l'effort de lui offrir un emploi pour l'aider à se remettre sur la bonne voie.

## Commentaires
- The Human Target (Christopher Chance) est un comics créé en 1972, édité par DC Comics puis repris par une de ces filiales, Vertigo en 1999.
- Une première série éponyme a vu le jour sur ABC en 1992, le personnage était interprété par Rick Springfield. La série actuelle de 2010 est donc la deuxième adaptation inspirée également du même comics.